# 귀부인 (드라마)
《귀부인》은 2014년 1월 13일부터 2014년 7월 4일까지 방영된 JTBC 일일 드라마이다.
JTBC 일일 드라마는 본 작품을 마지막으로 폐지되었다.

## 줄거리
여고 동창이라는 공통점 외에 식모 딸과 재벌이라는 너무도 다른 삶의 배경과 개성을 지닌 두 여자의 사랑과 우정을 그린 작품이다.

## 등장 인물

### 주요 인물
- 서지혜 : 윤신애 역
- 박정아 : 이미나 역
- 현우성 : 한정민 역
- 정성운 : 박영민 역

### 미나 주변인물
- 장미희 : 홍선주 역
- 류태준 : 백기하 역
- 나영희 : 백 대표 母 역
- 양온유 : 백윤우 역

### 신애 주변인물
- 선우은숙 : 방정심 역
- 이시언 : 윤신중 역
- 한예원 : 정석경 역
- 최로운 : 박준희 역

### 영민,정민 주변인물
- 문희경 : 박경자 역
- 유혜리 : 황명순 역
- 독고영재 : 박경준 역

### 그외 인물
- 윤지민 : 유화영 역
- 이재우 : 김진욱 역
- 정승우 : 정비서 역
- 서지연 : 도우미 역
- 공채원
- 민설우
- 서지미
- 진현광 : 윤우 개인비서 역
- 박규점
- 김태영 : 윤우 주치의 역
- 정현석 : 검찰청 직원 역
- 홍승범
- 전린애 : 서하나 역
- 길은혜 : 소라 역

## 시청률
아래의 파란색 숫자는 '최저 시청률'이고, 빨간색 숫자는 '최고 시청률'입니다.
| 2014년  | 2014년          | 2014년                    | 2014년                     |
| 회차    | 방송일          | TNmS 시청률 (수도권 기준) | AGB닐슨 시청률 (전국 기준) |
| ------- | --------------- | ------------------------- | -------------------------- |
| 제1회   | 2014년 1월 13일 | %                         | 1.557 %                    |
| 제2회   | 2014년 1월 14일 | %                         | 1.493 %                    |
| 제3회   | 2014년 1월 15일 | %                         | 1.564 %                    |
| 제4회   | 2014년 1월 17일 | %                         | 1.625 %                    |
| 제5회   | 2014년 1월 20일 | %                         | 1.916 %                    |
| 제6회   | 2014년 1월 21일 | %                         | 1.872 %                    |
| 제7회   | 2014년 1월 22일 | %                         | 1.729 %                    |
| 제8회   | 2014년 1월 23일 | %                         | 1.488 %                    |
| 제9회   | 2014년 1월 24일 | %                         | 1.697 %                    |
| 제10회  | 2014년 1월 27일 | %                         | 1.610 %                    |
| 제11회  | 2014년 1월 28일 | %                         | 1.663 %                    |
| 제12회  | 2014년 1월 29일 | %                         | 1.320 %                    |
| 제13회  | 2014년 1월 30일 | %                         | 1.169 %                    |
| 제14회  | 2014년 1월 31일 | %                         | 1.359 %                    |
| 제15회  | 2014년 2월 3일  | %                         | 1.485 %                    |
| 제16회  | 2014년 2월 4일  | %                         | 1.950 %                    |
| 제17회  | 2014년 2월 5일  | %                         | 1.503 %                    |
| 제18회  | 2014년 2월 6일  | %                         | 1.770 %                    |
| 제19회  | 2014년 2월 7일  | %                         | 1.915 %                    |
| 제20회  | 2014년 2월 10일 | %                         | 1.443 %                    |
| 제21회  | 2014년 2월 11일 | %                         | 1.633 %                    |
| 제22회  | 2014년 2월 12일 | %                         | 1.851 %                    |
| 제23회  | 2014년 2월 13일 | %                         | 1.744 %                    |
| 제24회  | 2014년 2월 14일 | %                         | 1.847 %                    |
| 제25회  | 2014년 2월 17일 | %                         | 2.083 %                    |
| 제26회  | 2014년 2월 18일 | %                         | 1.657 %                    |
| 제27회  | 2014년 2월 19일 | %                         | 1.812 %                    |
| 제28회  | 2014년 2월 20일 | %                         | 2.259 %                    |
| 제29회  | 2014년 2월 21일 | %                         | 1.824 %                    |
| 제30회  | 2014년 2월 24일 | %                         | 2.329 %                    |
| 제31회  | 2014년 2월 25일 | %                         | 0.353 %                    |
| 제32회  | 2014년 2월 26일 | %                         | 2.11 %                     |
| 제33회  | 2014년 2월 27일 | %                         | 1.981 %                    |
| 제34회  | 2014년 2월 28일 | %                         | 2.062 %                    |
| 제35회  | 2014년3월3일    |                           | 2.275 %                    |
| 제36회  | 2014년3월4일    |                           | 2.472 %                    |
| 제37회  | 2014년3월5일    |                           | 1.985 %                    |
| 제38회  | 2014년3월6일    |                           | 2.375 %                    |
| 제39회  | 2014년3월7일    |                           | 2.00 %                     |
| 제40회  | 2014년3월10일   |                           | 1.82 %                     |
| 제41회  | 2014년3월11일   |                           | 1.924 %                    |
| 제42회  | 2014년3월12일   |                           | 1.99 %                     |
| 제43회  | 2014년3월13일   |                           | 2.347 %                    |
| 제44회  | 2014년3월14일   |                           | 2.344 %                    |
| 제45회  | 2014년3월17일   |                           | 2.411 %                    |
| 제46회  | 2014년3월18일   |                           | 1.906 %                    |
| 제47회  | 2014년3월19일   |                           | 1.928 %                    |
| 제48회  | 2014년3월20일   |                           | 2.247 %                    |
| 제49회  | 2014년3월21일   |                           | 1.931 %                    |
| 제50회  | 2014년3월24일   |                           | 2.093 %                    |
| 제51회  | 2014년3월25일   |                           | 2.251 %                    |
| 제52회  | 2014년3월26일   |                           | 2.092 %                    |
| 제53회  | 2014년3월27일   |                           | 1.946 %                    |
| 제54회  | 2014년3월28일   |                           | 2.011 %                    |
| 제55회  | 2014년3월31일   |                           | 2.148                      |
| 제56회  | 2014년4월1일    |                           | 2.039                      |
| 제57회  | 2014년4월2일    |                           | 1.923                      |
| 제58회  | 2014년4월3일    |                           | 2.049                      |
| 제59회  | 2014년4월4일    |                           | 2.369                      |
| 제60회  | 2014년4월7일    |                           | 1.976                      |
| 제61회  | 2014년4월8일    |                           | 1.97                       |
| 제62회  | 2014년4월9일    |                           | 2.055                      |
| 제63회  | 2014년4월10일   |                           | 2.274                      |
| 제64회  | 2014년4월11일   |                           | 2.173                      |
| 제65회  | 2014년4월14일   |                           | 2.427                      |
| 제66회  | 2014년4월15일   |                           | 2.405                      |
| 제67회  | 2014년4월28일   |                           | 2.368                      |
| 제68회  | 2014년4월29일   |                           | 2.517                      |
| 제69회  | 2014년4월30일   |                           | 2.135                      |
| 제70회  | 2014년5월1일    |                           | 2.396                      |
| 제71회  | 2014년5월2일    |                           | 2.051                      |
| 제72회  | 2014년5월5일    |                           | 1.911                      |
| 제73회  | 2014년5월6일    |                           | 2.502                      |
| 제74회  | 2014년5월7일    |                           | 1.728                      |
| 제75회  | 2014년5월8일    |                           | 1.662                      |
| 제76회  | 2014년5월9일    |                           | 1.998                      |
| 제77회  | 2014년5월12일   |                           | 1.857                      |
| 제78회  | 2014년5월13일   |                           | 2.086                      |
| 제79회  | 2014년5월14일   |                           | 1.514                      |
| 제80회  | 2014년5월15일   |                           | 2.034                      |
| 제81회  | 2014년5월16일   |                           | 2.071                      |
| 제82회  | 2014년5월19일   |                           | 2.236                      |
| 제83회  | 2014년5월20일   |                           | 1.728                      |
| 제84회  | 2014년5월21일   |                           | 1.731                      |
| 제85회  | 2014년5월22일   |                           | 1.829                      |
| 제86회  | 2014년5월23일   |                           | 2.271                      |
| 제87회  | 2014년5월26일   |                           | 2.102                      |
| 제88회  | 2014년5월28일   |                           | 1.345                      |
| 제89회  | 2014년5월29일   |                           | 1.991                      |
| 제90회  | 2014년5월30일   |                           | 1.914                      |
| 제91회  | 2014년6월2일    |                           | 2.332                      |
| 제92회  | 2014년6월3일    |                           | 1.849                      |
| 제93회  | 2014년6월5일    |                           | 1.927                      |
| 제94회  | 2014년6월6일    |                           | 1.597                      |
| 제95회  | 2014년6월9일    |                           | 2.252                      |
| 제96회  | 2014년6월10일   |                           | 2.248                      |
| 제97회  | 2014년6월11일   |                           | 2.304                      |
| 제98회  | 2014년6월12일   |                           | 2.411                      |
| 제99회  | 2014년6월13일   |                           | 1.959                      |
| 제100회 | 2014년6월16일   |                           | 2.567                      |
| 제101회 | 2014년6월17일   |                           | 2.733                      |
| 제102회 | 2014년6월18일   |                           | 2.225                      |
| 제103회 | 2014년6월19일   |                           | 2.695                      |
| 제104회 | 2014년6월20일   |                           | 2.545                      |
| 제105회 | 2014년6월23일   |                           | 2.988                      |
| 제106회 | 2014년6월24일   |                           | 2.855                      |
| 제107회 | 2014년6월25일   |                           | 2.317                      |
| 제108회 | 2014년6월26일   |                           | 2.877                      |
| 제109회 | 2014년6월27일   |                           | 2.186                      |
| 제110회 | 2014년6월30일   |                           | 2.412                      |
| 제111회 | 2014년7월1일    |                           | 2.787                      |
| 제112회 | 2014년7월2일    |                           | 3.178                      |
| 제113회 | 2014년7월3일    |                           | 2.787                      |
| 제114회 | 2014년7월4일    |                           | 2.775                      |

## 결방
- 2014년 1월 16일 : 제28회 골든 디스크 시상식 편성으로 인해 결방.
- 2014년 4월 16일 ~ 4월 18일, 4월 21일 ~ 4월 25일 : JTBC 뉴스 특보 《세월호 침몰 사고》 편성으로 인해 결방.
- 2014년 5월 27일 : 제50회 백상예술대상 시상식 편성으로 인해 결방.
- 2014년 6월 4일 : 2014 6.4 지방 선거 개표 방송 편성으로 인해 결방.